# Шикора, Павол
Павол Шикора (словац. Pavol Szikora; 26 марта 1952, Лученец, Банска-Бистрицкий край — 22 мая 2021, Филяково, Банска-Бистрицкий край) — чехословацкий легкоатлет, специалист по спортивной ходьбе. Выступал за сборную Чехословакии по лёгкой атлетике в 1983—1992 годах, обладатель серебряной медали соревнований «Дружба-84», многократный чемпион Чехословакии, бывший рекордсмен страны, участник двух летних Олимпийских игр.

## Биография
Павол Шикора родился 26 марта 1952 года в городе Лученец, Чехословакия. Занимался лёгкой атлетикой в Банска-Бистрице, проходил подготовку в местном клубе «Дукла».
Впервые заявил о себе на международном уровне в сезоне 1983 года, когда вошёл в состав чехословацкой сборной и выступил на чемпионате мира в Хельсинки, где в зачёте ходьбы на 50 км занял 11-е место.
Рассматривался в качестве кандидата на участие в летних Олимпийских играх 1984 года в Лос-Анджелесе, однако Чехословакия вместе с несколькими другими странами восточного блока бойкотировала эти соревнования по политическим причинам. Вместо этого Шикора выступил на альтернативном турнире «Дружба-84» в Москве, где с результатом 3:45:53 стал серебряным призёром на дистанции 50 км, уступив только советскому ходоку Андрею Перлову.
В 1986 году в той же дисциплине стал восьмым на чемпионате Европы в Штутгарте.
В 1987 году на домашнем турнире в Дудинце победил всех соперников в ходьбе на 50 км, установив при этом свой личный рекорд — 3:42:20 (данный результат долгое время оставался рекордом Словакии, его превзошёл Матей Тот лишь в 2009 году). На чемпионате мира в Риме Павол Шикора был седьмым.
Благодаря череде успешных выступлений в 1988 году удостоился права защищать честь страны на Олимпийских играх в Сеуле, где с результатом 3:47:04 закрыл десятку сильнейших.
На чемпионате Европы 1990 года в Сплите был дисквалифицирован за нарушение техники ходьбы и не показал никакого результата.
В 1991 году занял 15-е место на Кубке мира в Сан-Хосе и 16-е место на чемпионате мира в Токио.
В 1992 году представлял Чехословакию на Олимпийских играх в Барселоне — в программе ходьбы на 50 км показал время 4:17:49, расположившись в итоговом протоколе соревнований на 27-й строке.
Умер в результате продолжительной болезни 22 мая 2021 года в Филяково в возрасте 69 лет